# Elachistocleis skotogaster
Elachistocleis skotogaster är en groddjursart som beskrevs av Lavilla, Vaira och Ferrari 2003. Elachistocleis skotogaster ingår i släktet Elachistocleis och familjen Microhylidae. IUCN kategoriserar arten globalt som otillräckligt studerad. Inga underarter finns listade i Catalogue of Life.